# Differentiatie (onderwijs)

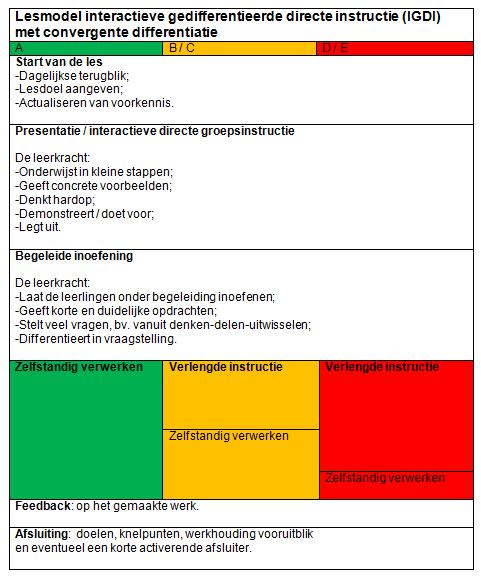
Een lesmodel met convergente differentiatie.
Klik om te vergroten.

Differentiatie in het onderwijs is de manier waarop een leerkracht omgaat met de verschillen tussen leerlingen in de klas. De meeste onderzoekers spreken pas van differentiatie als omgaan met verschillen bewust en planmatig gebeurt.  Bosker voegt daar nog aan toe dat differentiëren een proactieve vorm van omgaan met verschillen is waardoor remediërend leren niet onder differentiatie valt.   Differentiatie kan opgedeeld worden naar doelstelling en naar organisatievorm. De twee mogelijke doelen van differentiatie zijn convergente en divergente differentiatie. De twee belangrijkste organisatievormen zijn het heterogeen en homogeen groeperen van leerlingen.

## Differentiatie naar doelstelling

### Convergente differentiatie
Bij convergente differentiatie wordt er een minimumdoel voor de groep als geheel gesteld. Alle kinderen doen mee aan de groepsinstructie en profiteren zodoende van de uitleg van de leerkracht en van elkaar. Na de groepsinstructie gaat de groep de leerstof zelfstandig verwerken, waardoor de leerkracht tijd heeft om de risicoleerlingen extra instructie te geven. Dit wordt ook wel begeleide inoefening genoemd. Risicokinderen krijgen dus groepsinstructie én verlengde instructie. De instructietijd wordt zodoende enorm vergroot voor deze leerlingen. Voor de kinderen met een ontwikkelingsvoorsprong is er verdiepingsstof die aansluit op het leerdoel van de les.

Deze vorm van differentiatie stelt hoge verwachtingen aan de zogenaamde risicoleerlingen, waardoor deze niet bij voorbaat worden opgegeven of een eigen leerlijn moeten gaan volgen. Dit heeft namelijk als nadeel dat de instructietijd voor deze leerlingen wordt verkort. Convergente differentiatie vergroot juist de instructietijd voor deze leerlingen. 
Deze vorm verdeelt de klas in twee of drie niveaus: een minimumniveau en een hoger niveau. Het doel is kinderen zo lang mogelijk mee te laten doen met de groep om hen te laten profiteren van de instructie en interactie in de groep. De groep blijft bij elkaar. Hierdoor profiteren alle leerlingen optimaal van de tijd die de leerkracht kan besteden aan instructie. Het vergroten van de leertijd en het geven van instructie verhogen de leerprestaties van de leerlingen. Binnen het model van convergente differentiatie kan ook gebruik worden gemaakt van preteaching.
 
Deze vorm van differentiatie stelt de leerkracht centraal: deze legt uit en doet voor, oefent samen in en laat dan de kinderen zelfstandig oefenen. Deze manier van werken wordt ook wel reciprocal teaching genoemd en is zeer effectief en genereert hoge leeropbrengsten.
Het heterogeen groeperen van leerlingen heeft een positieve invloed op de leerprestaties van de gemiddelde en zwakke leerlingen.

### Divergente differentiatie
Bij divergente differentiatie wordt er zo veel mogelijk aangesloten op de individuele leerbehoeftes en -niveaus van de leerlingen in de groep. Leerlingen worden uitgedaagd om te zoeken naar persoonlijke groei, los van de vooropgestelde curriculumdoelen. Ondanks dat de effectiviteit van deze aanpak niet door onderzoek wordt bevestigd en zelfs wordt tegengesproken, wordt deze aanpak op veel scholen gebruikt. Er zijn verschillende niveau- of interessegroepen in de klas of er is zelfs sprake van individueel onderwijs. De instructietijd per kind is hierdoor drastisch lager. Bij divergent differentiëren worden de verschillen tussen de kinderen steeds groter, waardoor er nog meer gedifferentieerd moet worden. Ook kan het Matteüseffect optreden: leerlingen die goed kunnen leren, worden nog beter omdat zij in niveaugroepen met andere goede leerlingen zitten waaraan ze zich kunnen optrekken. De risicoleerlingen krijgen dit niet en hun achterstand wordt daardoor relatief groter. Ook zien zij meer ongemotiveerd gedrag van elkaar. Het leren in groepen met kinderen van hetzelfde niveau heeft nadelige gevolgen voor de zwakke leerlingen. Ook voor de gemiddelde kinderen leidt het werken in niveaugroepen niet tot betere leerresultaten. Voor de ongeveer 2% hoogebegaafde kinderen is deze vorm van differentiatie wellicht wel effectief, omdat zij profiteren van de andere sterke leerlingen in hun niveaugroep en niet worden opgehouden door de gemiddelde en zwakke leerlingen.

## Differentiatie naar organisatievorm

### Heterogeen groeperen
Differentiatie waarbij leerlingen heterogeen gegroepeerd worden richt zich op het samenstellen van groepen leerlingen in de klas op basis van een verschillend kenmerk. De leraar kiest er dan bijvoorbeeld voor om leerlingen met een verschillende leerstatus in dezelfde groep te plaatsen zodat de leerlingen kunnen leren van elkaar. Ook tutor-leren is een vorm van heterogeen differentiëren. In de onderwijskundige literatuur wordt bij dit soort differentiatie vooral de nadruk gevestigd op het belang van het goed structureren van dit soort groepswerk met het oog op maximale leereffectiviteit .

### Homogeen groeperen
Differentiatie waarbij leerlingen homogeen gegroepeerd worden, plaatst leerlingen met een gelijkaardig kenmerk tezamen in groepen. Dit kenmerk kan de leerstatus van leerlingen zijn ('niveau'), maar ook interesse of kenmerken van hun leerprofiel kunnen een element zijn waarop leerlingen in groepen geplaatst worden. Differentiatie in niveaugroepen is nauw verwant met technieken die soms als scaffolding of steigerwerk omschreven worden. Andere technieken om leerlingen homogeen te groeperen zijn bijvoorbeeld contractwerk op maat, of gedifferentieerde instructie.

### (Begeleid)zelfstandig werk
Wanneer leerlingen zelfstandig werk verrichten in de klas, al of niet onder begeleiding van de leraar, dan kan dit ook als een vorm van differentiatie georganiseerd worden. Wanneer de leraar er immers voor kiest om de opdrachten die leerlingen krijgen op maat uit te werken dan probeert hij daarmee bewust in te spelen op verschillen tussen leerlingen in de klas. Vooral bij grote niveauverschillen, of bij opvallende interesseverschillen tussen leerlingen is deze vorm van differentiëren gebruikelijk. Het kan bovendien ook een manier zijn om in te spelen op heel specifieke leerlingkenmerken die behoren tot het leerprofiel van leerlingen.